# フアン・ミゲル・スビリ
フアン・ミゲル・フェルナンデス・スビリ（Juan Miguel Fernández Zubiri、1969年4月13日 - ）は、フィリピンの実業家・政治家。
マニラ首都圏マカティ出身。1998年から2007年までフィリピン下院議員を、2007年から2011年および2016年からフィリピン上院議員をそれぞれ務めている。2022年から2024年には、上院議長を務めた。2017年の純資産は1億5200万フィリピンペソ。

## 経歴

### 青年期
1969年4月13日、スビリはマニラ首都圏のマカティに生まれた。フィリピン大学ロスバニョス校で農業経営管理の学士号を取得し、フィリピン大学オープンユニヴァーシティで環境・天然資源管理の修士号を取得した。

### 下院議員時代
1995年から1998年にかけて、フィリピン下院議員である父親のホセ・マリア・スビリ・Jr.の秘書を務めた。1998年のフィリピン総選挙では父親から地盤を受け継ぎ、やすやすと下院議員に当選した。下院議員の最初の任期中にはジョセフ・エストラーダ大統領を公然と批判したことで、マスメディアからローランド・アンダヤ・Jr.やロベルト・バルベルスなどとともに「スパイス・ボーイズ」（大統領批判派）として報じられた。「スパイス・ボーイズ」の活躍によって、2001年にはエストラーダ政権が崩壊し、グロリア・アロヨが大統領に就任した。2001年と2004年の総選挙では下院議員に再選された。

### 上院議員時代
3期に渡って下院議員を務めた後、2007年の総選挙では僅差でココ・ピメンテルを破ってフィリピン上院議員に当選した。スビリの得票数は11,001,730票、ピメンテルの得票数は10,983,358票だった。2008年11月17日にはフランシス・パンギリナンの後任として、フィリピン上院における多数党院内総務に就任した。上院での任期中には、輸入する石油への依存を減らして食糧難を防ぐために、バイオ燃料のさらなる研究を提唱した。2007年の上院議員選挙における投票詐欺の申し立てを受けて、2011年8月3日には突如として上院議員からの辞任を発表した。上院議員からの辞任表明は大統領官邸など各所から称賛された。
2016年には無所属で上院議員に立候補し、6位の1600万票を得て上院議員に当選した。2018年には多数党院内総務のティト・ソットが上院議長に就任したため、2018年5月21日にはスビリが再び多数党院内総務に就任した。

## 人物
- 父親はネグロス島地方出身のホセ・マリア・スビリ・Jr.（英語版）、母親はビコル地方出身のマリア・ビクトリア・オカンポ・フェルナンデス。父親のホセ・マリア・スビリ・Jr.は1987年から1998年までフィリピン下院議員を務め、2013年からブキドノン州知事を務めている。父方の祖先はバスク系フィリピン人（スペイン系フィリピン人）でもある。母親はソーシャライト（社交界の名士）である。兄のホセ・スビリ3世（英語版）も政治家であり、フアン・ミゲル・スビリの地盤を継いで2007年から2016年までフィリピン下院議員を務めた。
- スビリはセブアノ語、タガログ語、英語、ヒリガイノン語を話すことができる。
- エスクリマ・カリ・アルニス財団の会長を務めており[11]、フィリピン赤十字社の副社長を務めている[12]。
- 2018年には王立シンガポール協会から名誉フェローの称号を授与された[13]。